# Lorena Vega
Lorena Vega (Buenos Aires, 29 de septiembre de 1975) es una actriz, directora de cine y teatro, dramaturga y guionista argentina. Inició su carrera en la década de los noventa en el teatro independiente y tiempo después extendió su trabajo al circuito teatral comercial, la televisión y el cine. En 2021, fue distinguida con un premio Konex por su trayectoria como actriz de teatro. En 2024, ganó la atención del público y los medios cuando interpretó a la psicóloga Fernanda en la serie de comedia Envidiosa de Netflix.

## Biografía
Lorena Vega nació el 29 de septiembre de 1975 en el barrio de Flores, Buenos Aires. Es hija de Alfredo Vega, quien tenía una imprenta en Lomas del Mirador y de Eugenia Díaz, una modista formoseña. Tiene dos hermanos menores Sergio, también imprentero y Federico, que es contador.
A los 15 años, comenzó su formación como actriz cuando acompañó a una amiga a una clase de teatro impartida por Marta Silva en el centro cultural de la escuela Artigas, donde llegó a tener su primera experiencia actuando en la muestra Modelo de madres para recortar y armar realizada en 1992. Después, estudió en la escuela de actuación de Nora Moseinco y también se formó con Guillermo Angelelli. Continuó sus estudios tomando talleres de teatro con Ciro Zorzoli, Alejandro Catalán y Matías Feldman; y en escritura se formó con Mauricio Kartun.

## Carrera profesional
Lorena Vega debutó como actriz en la obra de teatro independiente Ante boda (1997) dirigida por Nora Moseinco, quien la convocó después de haber sido una de sus estudiantes de actuación. Poco después, conformó junto a Valeria Lois, Martín Piroyansky y Juan Pablo Garaventa la agrupación de teatro Grupo Sanguíneo, con la cual creó y protagonizó las obras Capítulo XV (1998-2002), Afuera (2002-2005) y Kuala Lumpur (2006-2007). Durante ese periodo, por fuera del grupo, también integró el elenco de los espectáculos teatrales Luto (1999), Historia de un amor exagerado (2001), Solos (2005-2010), Los demonios (2006-2007), Queremos al mesías ya, o la familia acelerada (2006) y Un enemigo del pueblo (2007).
Tiempo después, continuó desarrollado su carrera en el circuito teatral independiente, donde actuó en las obras Colega de nadie (2008), Reflejos (2008-2012) y Solemnes (2009-2010). A partir del 2009, comenzó a ganar mayor atención en el ambiente teatral por su interpretación en las piezas Amor a tiros (2009-2010), donde encaró el rol de la sargento Valentini y en Amar (2009-2011), en la cual personificó a Mayra. Aunque fue su papel de Salomé en la obra Salomé de chacra (2011-2012) de Mauricio Kartún con la cual adquirió una gran notabilidad y reconocimiento por parte del público y la crítica. Gracias a su personaje en Amor a tiros, consiguió ser parte del elenco estable del programa humorístico La pelu (2012-2013) de Telefe, interpretando el papel del oficial Buchonelli.
Sus siguientes papeles fueron en la obra Usted está actuando (2014-2016), Las mutaciones (2015-2016) y La mala fe (2015). En ese mismo tiempo, tuvo la oportunidad de protagonizar en televisión junto a Melina Petriella, Mercedes Funes y Jorgelina Vera la serie de comedia dramática romántica 4 reinas (2015) emitida por la TV Pública. Ese año, formó parte de la compañía Buenos Aires Escénica, para la cual protagonizó las obras teatrales Prueba II: La desintegración (2015) y Todo lo que está a mi lado (2015). En 2017, fue elegida para protagonizar el unipersonal Yo, Encarnación Ezcurra, donde se puso en la piel de la política Encarnación Ezcurra bajo la dirección de Andrés Bazzalo. Ese mismo año, se unió al elenco de la obra Parias, donde interpretó a Anna Petrovna en el teatro San Martín.
A comienzos de 2018,  se embarcó en una gira teatral con la obra Todo tendría sentido si no existiera la muerte, jugando el papel de María, una maestra de pueblo. En agosto de ese año, formó parte de la obra teatral  La vida extraordinaria estrenada en el teatro Nacional Cervantes, en la cual dio vida al personaje de Blanca Fierro. Al mes siguiente, presentó el espectáculo teatral Imprenteros, un drama biográfico creado por ella que trata sobre su propia historia familiar que se exhibió por primera vez en el Centro cultural Ricardo Rojas y luego fue recorriendo otras salas de teatro durante más de seis años de forma ininterrumpida. Luego, publicó en 2022 el libro sobre la obra bajo la editorial Ediciones Documenta Escénicas y en 2024 estrenó la película documental de la misma, que fue codirigida por ella y su esposo Gonzalo Zapico, y recibieron el premio del público en el Buenos Aires Festival Internacional de Cine Independiente.
Su primer protagónico en cine fue en la película dramática El año del león (2018) dirigida por Mercedes Laborde, en la cual personificó a Flavia, una mujer desolada por el fallecimiento de su esposo. Al año siguiente, protagonizó la cinta de suspenso dramático El bosque de los perros dirigida por su esposo Gonzalo Zapico. En 2020, se puso en la piel de la médica Noelia en el filme de suspenso psicológico La dosis de Martín Kraut, donde compartió escenas con Carlos Portaluppi. Ese mismo año, realizó una participación especial como Fabiana en un episodio de la serie dramática criminal Los internacionales de Telefe. Luego, en 2021, se unió al elenco de la obra de teatro Las cautivas, donde interpretó a Rosalila bajo la dirección de Mariano Tenconi.
Posteriormente, obtuvo papeles secundarios en las series El reino (2021-2023) de Netflix y El fin del amor (2022) de Prime Video. En 2023, protagonizó un episodio de la serie histórica Magnicidios de Encuentro, donde caracterizó a la figura de Bartolina Sisa. Ese año, apareció en la película de comedia Norma en el papel de Judith. En 2024, alcanzó la fama por su actuación en la serie de comedia dramática Envidiosa de Netflix, donde asumió el papel de Fernanda, la psicóloga de Victoria (Griselda Siciliani).

## Otros trabajos
Además de su carrera como actriz, incursionó en la dirección de teatro y dramaturgia, siendo su primer trabajo en estos roles la obra Monoambiente (2002-2004). Luego, siguió con la dirección de las obras Sujetos (a un brindis fraccionado) (2002-2004), Nada que ver con el amor (2003-2004) y Cancionero rojo (2007-2010). Más tarde, extendió su experiencia como directora con los espectáculos Segunda vuelta (2014-2015), Les franceses (2019), Hay una amiga en mí (2020), Búfalo africano (2020) y Civilización (2021).
Seguidamente, fue la encargada de dirigir a Rita Cortese en la obra Teoría King Kong (2021) estrenada en el teatro Nacional Cervantes. Ese mismo año, dirigió la obra de teatro Precoz basada en la novela homónima de Ariana Harwicz y protagonizada por Julieta Díaz y Tomás Wicz. En 2024, fue elegida para dirigir la pieza Testorena estrenada en el teatro Astros.

## Vida personal
En 2011, contrajo matrimonio con el director de cine Gonzalo Zapico, a quien conoció trabajando en la obra de teatro Nada que perder en 2007, donde era la directora. En 2013, nació el primer hijo de la pareja, un niño llamado Dante.

## Filmografía

### Cine
| Año  | Título                                           | Papel                | Notas                              |
| ---- | ------------------------------------------------ | -------------------- | ---------------------------------- |
| 2007 | La generación de arena                           |                      | Cortometraje                       |
| 2008 | Wonderland                                       | Mujer obesa          | Cortometraje                       |
| 2008 | Celo                                             | Cinthia              |                                    |
| 2008 | Un novio para mi mujer                           | Clip Cuervo          |                                    |
| 2009 | Las pelotas                                      | Nélida               | Cortometraje                       |
| 2010 | Alas (pobre Jiménez)                             | Sartori              |                                    |
| 2010 | Cadáver exquisito (Una historia de amor)         |                      | Cortometraje                       |
| 2010 | Malón                                            | Nancy                |                                    |
| 2010 | Parapolicial negro                               | Elena                |                                    |
| 2011 | Juan y Eva                                       | Erminda Duarte       |                                    |
| 2011 | La memoria del muerto                            | Mónica               |                                    |
| 2011 | Vicente Casares                                  |                      | Cortometraje                       |
| 2011 | Mía                                              | Empleada doméstica 4 |                                    |
| 2012 | La destrucción del orden vigente                 |                      |                                    |
| 2012 | Hermanos de sangre                               | Psicóloga            |                                    |
| 2012 | La corporación                                   | Mujer película       |                                    |
| 2012 | Diablo                                           | Mariela              |                                    |
| 2013 | Amor, etc...                                     |                      |                                    |
| 2013 | María y el Araña                                 | Maestra              |                                    |
| 2013 | Kartun, el año de Salomé                         | Salomé               |                                    |
| 2013 | La Paz                                           | Exnovia 2            |                                    |
| 2014 | Aire libre                                       | Vanesa               |                                    |
| 2014 | Aprox                                            | Silvana              |                                    |
| 2014 | Jorge y Alberto contra los demonios neoliberales | Mónica               |                                    |
| 2015 | El eslabón podrido                               | Campesina            |                                    |
| 2015 | Labia                                            | Martina Franccioni   |                                    |
| 2015 | Kryptonita                                       | Mónica               |                                    |
| 2015 | La humedad                                       | La hija              | Cortometraje                       |
| 2017 | Los padecientes                                  | Helena               |                                    |
| 2017 | Tigre                                            | Ana Laura            |                                    |
| 2018 | El año del León                                  | Flavia               |                                    |
| 2019 | El bosque de los perros                          | Mariela              |                                    |
| 2019 | El rocío                                         | Médica pediatra      |                                    |
| 2019 | La muerte no existe y el amor tampoco            | Esposa de Albert     |                                    |
| 2020 | El público                                       |                      |                                    |
| 2020 | La dosis                                         | Noelia               |                                    |
| 2022 | Legiones                                         | Elena Poyjú          |                                    |
| 2022 | Cadáver exquisito                                | Andrea               |                                    |
| 2023 | Un bosque en silencio                            | Mamá de Manuel       |                                    |
| 2023 | Somos las dos                                    | Alejandra            | Cortometraje                       |
| 2023 | Norma                                            | Judith               |                                    |
| 2024 | Imprenteros                                      | Ella misma           | También como directora y guionista |
| 2024 | Las hermanas fantásticas                         | Pamela Troncoso      |                                    |
| 2024 | Retratos del apocalipsis                         | Laura                |                                    |
| 2025 | Mazel Tov                                        | Valeria              |                                    |

### Televisión
| Año           | Título                        | Papel              | Notas                                     |
| ------------- | ----------------------------- | ------------------ | ----------------------------------------- |
| 2006          | Beinase, el sentido del miedo | Nancy              |                                           |
| 2008          | Mujeres de nadie              |                    |                                           |
| 2011          | Maltratadas                   | Mujer policía      | Episodio: «Las dos vidas de Solange»      |
| 2011          | Un año para recordar          | Clara              |                                           |
| 2012-2013     | La pelu                       | Oficial Buchonelli |                                           |
| 2012          | Entre horas                   | Vera               |                                           |
| 2012          | Graduados                     | Claudia            |                                           |
| 2012          | Sos mi hombre                 | Lucía              |                                           |
| 2013          | Dos por una mentira           | María              |                                           |
| 2014          | Señores papis                 | Juana              |                                           |
| 2014          | La celebración                | Noelia             | Episodio: «Navidad»                       |
| 2015          | 4 reinas                      | Valeria            |                                           |
| 2015          | Variaciones Walsh             | Inquilina          | Episodio: «La máquina del bien y del mal» |
| 2016          | Loco por vos                  | Estefanía          | Episodio: «La vuelta a casa»              |
| 2016          | Todos comen                   | Julieta            |                                           |
| 2016          | El marginal                   | Viuda              | Episodio 11 (Temporada 1)                 |
| 2017          | Nacidos por escrito           | La maga            | Episodio: «La maga»                       |
| 2020          | Los internacionales           | Fabiana            | Episodio 6                                |
| 2021-2023     | El reino                      | Laureana           |                                           |
| 2022, 2025    | El fin del amor               | Mora Bicker        |                                           |
| 2023          | Magnicidios                   | Bartolina Sisa     | Episodio: «Bartolina Sisa (Bolivia 1782)» |
| 2024-presente | Envidiosa                     | Fernanda           |                                           |
| 2025          | En el barro                   | Fabiana «La Zurda» |                                           |

### Web
| Año  | Título | Papel  | Notas       |
| ---- | ------ | ------ | ----------- |
| 2021 | Fatum  | Marina | 5 episodios |

## Teatro
| Año        | Título                                         | Papel                | Lugar                                                        |
| ---------- | ---------------------------------------------- | -------------------- | ------------------------------------------------------------ |
| 1997       | Anteboda                                       |                      | Teatro La Carbonera                                          |
| 1998-2002  | Capítulo XV                                    | Mercedes Medoya      | Teatro Ghandi / Centro cultural General San Martín           |
| 1999       | Luto                                           |                      | Teatro La Carbonera                                          |
| 2001       | Historia de un amor exagerado                  |                      | Teatro Payró                                                 |
| 2002-2005  | Afuera                                         | La madre             | Centro Cultural Recoleta / Teatro del Abasto                 |
| 2005-2010  | Solos                                          | Diana Tormes Urquijo | Club La Vaca Profana                                         |
| 2006-2007  | Kuala Lumpur                                   |                      | Espacio Callejón                                             |
| 2006-2007  | Los demonios                                   | María                | Espacio Callejón                                             |
| 2006       | Queremos al mesías ya, o la familia acelerada  |                      | Teatro Anfitrión                                             |
| 2007       | Un enemigo del pueblo                          |                      | Teatro San Martín                                            |
| 2008       | Colega de nadie                                |                      | Instituto Goethe                                             |
| 2008-2012  | Reflejos                                       | Lucrecia Morgan      | Centro cultural Ricardo Rojas / Teatro Defensores de Bravard |
| 2009-2010  | Solemnes                                       | Varios               | Teatro Defensores de Bravard                                 |
| 2009-2011  | Amor a tiros                                   | Sargento Valentini   | El Camarín de las Musas                                      |
| 2010       | El pasado es un animal grotesco                |                      | Festival Theaterformen                                       |
| 2010-2011  | Amar                                           | Mayra                | El Camarín de las Musas                                      |
| 2011       | Hacia donde caen las cosas                     |                      | Teatro Sarmiento                                             |
| 2011-2012  | Salomé de chacra                               | Salomé               | Teatro San Martín / Teatro del Pueblo                        |
| 2012       | Líneas de fuga                                 | Guía de museo        | Teatro San Martín                                            |
| 2014-2016  | Usted está actuando                            | La esposa            | La Casona Iluminada                                          |
| 2015-2016  | Las mutaciones                                 | Ella                 | Teatro del Abasto                                            |
| 2015       | La mala fe                                     | La dama              | Teatro Hasta Trilce                                          |
| 2015       | Prueba II: La desintegración                   |                      | Teatro Defensores de Bravard                                 |
| 2015, 2020 | Todo lo que está a mi lado                     |                      | Centro Cultural Kirchner / Teatro Timbre 4                   |
| 2017-2025  | Yo, Encarnación Ezcurra                        | Encarnación Ezcurra  | Teatro del Pueblo / Teatro Hasta Trilce                      |
| 2017       | Parias                                         | Anna Petrovna        | Teatro San Martín                                            |
| 2018-2019  | Todo tendría sentido si no existiera la muerte | María                | Gira nacional                                                |
| 2018-2025  | La vida extraordinaria                         | Blanca Fierro        | Teatro Nacional Cervantes / Teatro Timbre 4                  |
| 2018-2025  | Imprenteros                                    | Lorena               | Varias salas de teatro                                       |
| 2021-2025  | Las cautivas                                   | Rosalila             | Teatro de la Ribera / Teatro Metropolitan                    |

## Premios y nominaciones
| Premio                                                    | Año  | Categoría                             | Trabajo nominado                               | Resultado | Ref.          |
| --------------------------------------------------------- | ---- | ------------------------------------- | ---------------------------------------------- | --------- | ------------- |
| Buenos Aires Festival Internacional de Cine Independiente | 2024 | Mención especial                      | Imprenteros                                    | Ganadora  | [ 27 ]        |
| Festival UNCIPAR                                          | 2016 | Notable composición                   | La humedad                                     | Ganadora  | [ 28 ]        |
| Premios ACE                                               | 2012 | Mejor actriz de reparto en drama      | Salomé de chacra                               | Nominada  | [ 29 ]        |
| Premios ACE                                               | 2017 | Mejor actriz en unipersonal           | Yo, Encarnación Ezcurra                        | Ganadora  | [ 30 ]        |
| Premios ACE                                               | 2018 | Mejor actriz en teatro alternativo    | Todo tendría sentido si no existiera la muerte | Nominada  | [ 31 ]        |
| Premios ACE                                               | 2021 | Mejor dirección en teatro alternativo | Imprenteros                                    | Nominada  | [ 32 ] [ 33 ] |
| Premios ACE                                               | 2021 | Mejor autora argentina                | Imprenteros                                    | Nominada  | [ 32 ] [ 33 ] |
| Premios ACE                                               | 2021 | Mejor actriz en teatro alternativo    | Imprenteros                                    | Ganadora  | [ 32 ] [ 33 ] |
| Premios ACE                                               | 2022 | Mejor dirección en drama              | Precoz                                         | Nominada  | [ 34 ] [ 35 ] |
| Premios ACE                                               | 2022 | Mejor actriz en drama                 | Las cautivas                                   | Ganadora  | [ 34 ] [ 35 ] |
| Premios Cóndor de Plata                                   | 2021 | Mejor actriz de reparto               | La dosis                                       | Nominada  | [ 36 ]        |
| Premios Cóndor de Plata                                   | 2024 | Mejor película documental             | Imprenteros                                    | Nominada  | [ 37 ]        |
| Premios Cóndor de Plata                                   | 2024 | Mejor actriz de reparto               | Envidiosa                                      | Ganadora  | [ 37 ]        |
| Premios Democracia                                        | 2022 | Mención especial en teatro            | Ella misma                                     | Ganadora  | [ 38 ]        |
| Premios Konex                                             | 2021 | Actriz de teatro                      | Ella misma                                     | Ganadora  | [ 39 ]        |
| Premios Luisa Vehil                                       | 2015 | Mejor actriz                          | Las mutaciones                                 | Nominada  | [ 40 ]        |
| Premios Luisa Vehil                                       | 2017 | Mejor actriz                          | Yo, Encarnación Ezcurra                        | Ganadora  | [ 41 ]        |
| Premios Luisa Vehil                                       | 2021 | Mejor dirección                       | Imprenteros / Civilización                     | Nominada  | [ 42 ]        |
| Premios Luisa Vehil                                       | 2022 | Mejor actriz                          | Las cautivas                                   | Ganadora  | [ 43 ]        |
| Premios María Guerrero                                    | 2012 | Revelación                            | Salomé de chacra                               | Ganadora  | [ 44 ]        |
| Premios María Guerrero                                    | 2017 | Mejor actriz                          | Yo, Encarnación Ezcurra                        | Nominada  | [ 45 ]        |
| Premios María Guerrero                                    | 2023 | Mejor actriz                          | Las cautivas                                   | Ganadora  | [ 46 ]        |
| Premios Perfil                                            | 2023 | Mejor expresión teatral               | Ella misma                                     | Ganadora  | [ 47 ]        |
| Premios Planeando sobre BUE                               | 2015 | Mejor actriz en drama                 | La mala fe                                     | Ganadora  | [ 48 ]        |
| Premios Teatro del Mundo                                  | 2012 | Mejor actriz                          | Salomé de chacra                               | Nominada  | [ 49 ]        |
| Premios Teatro del Mundo                                  | 2017 | Mejor actriz                          | Yo, Encarnación Ezcurra / Parias               | Nominada  | [ 50 ]        |
| Premios Teatro del Mundo                                  | 2018 | Mejor actriz                          | Todo tendría sentido si no existiera la muerte | Nominada  | [ 51 ]        |
| Premios Teatro del Mundo                                  | 2019 | Mejor dirección                       | Imprenteros                                    | Ganadora  | [ 52 ] [ 53 ] |
| Premios Teatro del Mundo                                  | 2019 | Mejor dramaturgia                     | Imprenteros                                    | Nominada  | [ 52 ] [ 53 ] |
| Premios Teatro del Mundo                                  | 2021 | Mejor labor en edición                | Imprenteros                                    | Nominada  | [ 54 ]        |
| Premios Teatro del Mundo                                  | 2021 | Mejor actriz                          | Las cautivas                                   | Nominada  | [ 54 ]        |
| Premios Teatro XXI                                        | 2015 | Mejor actriz                          | Las mutaciones                                 | Ganadora  | [ 55 ]        |
| Premios Teatro XXI                                        | 2017 | Mejor actriz                          | Yo, Encarnación Ezcurra                        | Nominada  | [ 56 ]        |
| Premios Teatro XXI                                        | 2018 | Mejor actriz                          | Todo tendría sentido si no existiera la muerte | Nominada  | [ 57 ]        |
| Premios Trinidad Guevara                                  | 2007 | Revelación femenina                   | Kuala Lumpur                                   | Nominada  | [ 58 ]        |
| Premios Trinidad Guevara                                  | 2018 | Mejor actriz                          | Yo, Encarnación Ezcurra                        | Nominada  | [ 59 ]        |